# 南美梨藤竹属
南美梨藤竹属（学名：Alvimia），也称作梨笛竹属，为禾本科的一个属。

## 下属物种
本属包括以下物种：
- Alvimia auriculata Soderstr. & Londoño
- Alvimia gracilis Soderstr. & Londoño
- Alvimia lancifolia Soderstr. & Londoño